# Rublo transnistriano
Il rublo transnistriano è la valuta ufficiale della Transnistria, una repubblica non riconosciuta staccatasi dalla Moldavia, lungo il confine con l'Ucraina, in Europa orientale. La valuta è suddivisa in 100 copechi.
Dato che la Transnistria è una nazione non riconosciuta a livello internazionale, la valuta non ha codice ISO 4217, ma, in via non ufficiale, alcune organizzazioni transnistriane come Agroprombank e Gazprombank utilizzavano il codice PRB come ISO 4217.

## Storia

### Primo rublo, 1994
Il primo rublo transnistriano fu introdotto nel 1994 dalla Banca Repubblicana della Transnistria come valuta nazionale dello stato non riconosciuto della Repubblica moldava Pridnestroviana. La valuta consisteva di banconote sovietiche e russe datate dal 1961 al 1992 con uno speciale timbro adesivo. Queste banconote sostituirono le banconote sovietiche e russe alla pari.

### Secondo rublo, 1994-2000
La prima emissione provvisoria fu sostituita nell'agosto 1994 da un nuovo rublo, pari a 1.000 vecchi rubli. Questa nuova valuta consisteva solo di banconote e era sottoposta a una forte inflazione, il che comportò la stampa di nuovi tagli con valore maggiore. Anche se emesse nel 1994, alcune banconote (da 50 a 5.000 rubli) erano datate 1993.

### Terzo rublo, dal 2000
Nel 2000 fu introdotto un nuovo rublo al cambio di 1 nuovo rublo = 1 000 000 di vecchi rubli. Questa nuova valuta consiste sia di monete che di banconote, e il cambio con la valuta europea è circa di 14 rubli per 1 euro.

## Tagli attuali
Le monete esistono nei tagli da 1, 5, 10, 25 e 50 copechi e sono fatte in alluminio e 1, 3, 5, 10 e sono fatte di plastica (da 1 a 10 copechi) e rame-zinco (25 e 50 copechi), simili alle monete dell'era sovietica.
Le banconote sono emesse dalla Banca Repubblicana Transnistriana (Приднестровский Республиканский Банк) nei tagli da 1 a 500 rubli.
| Serie del 2000 | Serie del 2000 | Serie del 2000 | Serie del 2000                           | Serie del 2000                                                                            | Serie del 2000 | Serie del 2000 |         |
| Valore         | Dimensioni     | Colore         | Descrizione                              | Descrizione                                                                               | Data di        | Data di        | Data di |
| Valore         | Dimensioni     | Colore         | Fronte                                   | Retro                                                                                     | Stampa         | Emissione      |         |
| -------------- | -------------- | -------------- | ---------------------------------------- | ----------------------------------------------------------------------------------------- | -------------- | -------------- | ------- |
| 1 rublo        | 129 × 56 mm    | Arancione      | Aleksandr Vasil'evič Suvorov             | Monumento di Chițcani                                                                     | 2000           | 2000           |         |
| 5 rubli        | 129 × 56 mm    | Blu            | Aleksandr Vasil'evič Suvorov             | Fabbrica di Kvint                                                                         | 2000           | 2000           |         |
| 10 rubli       | 129 × 56 mm    | Marrone        | Aleksandr Vasil'evič Suvorov             | Monastero                                                                                 | 2000           | 2000           |         |
| 25 rubli       | 129 × 56 mm    | Rosso          | Aleksandr Vasil'evič Suvorov             | Fortezza di Tighina                                                                       | 2000           | 2000           |         |
| 50 rubli       | 129 × 60 mm    | Verde          | Taras Hryhorovyč Ševčenko                | Palazzo Presidenziale                                                                     | 2000           | 2000           |         |
| 100 rubli      | 129 × 60 mm    | Violetto       | Dimitrie Cantemir                        | La Cattedrale di Natale, Tiraspol                                                         | 2000           | 2000           |         |
| 200 rubli      | 135 × 64 mm    | Marrone scuro  | Pëtr Aleksandrovič Rumjancev-Zadunajskij | Tema militare                                                                             | 2004           | 2004           |         |
| 500 rubli      | 140 × 68 mm    | Verde          | Caterina II di Russia                    | Decreto della creazione di Tiraspol di Caterina II di Russia e il progetto della fortezza | 2004           | 2004           |         |